# Szent Eustachius
Szent Eustachius vagy Szent Euszták (Szent Eustathius) (? – 118) a keresztény hagyomány szerint egy vértanú, a katolikus tizennégy segítőszent egyike.
Életének történetét a mai kutatók nem tekintik valóságnak, széles körben "fiktív szentnek" tekintik.

## A legendája

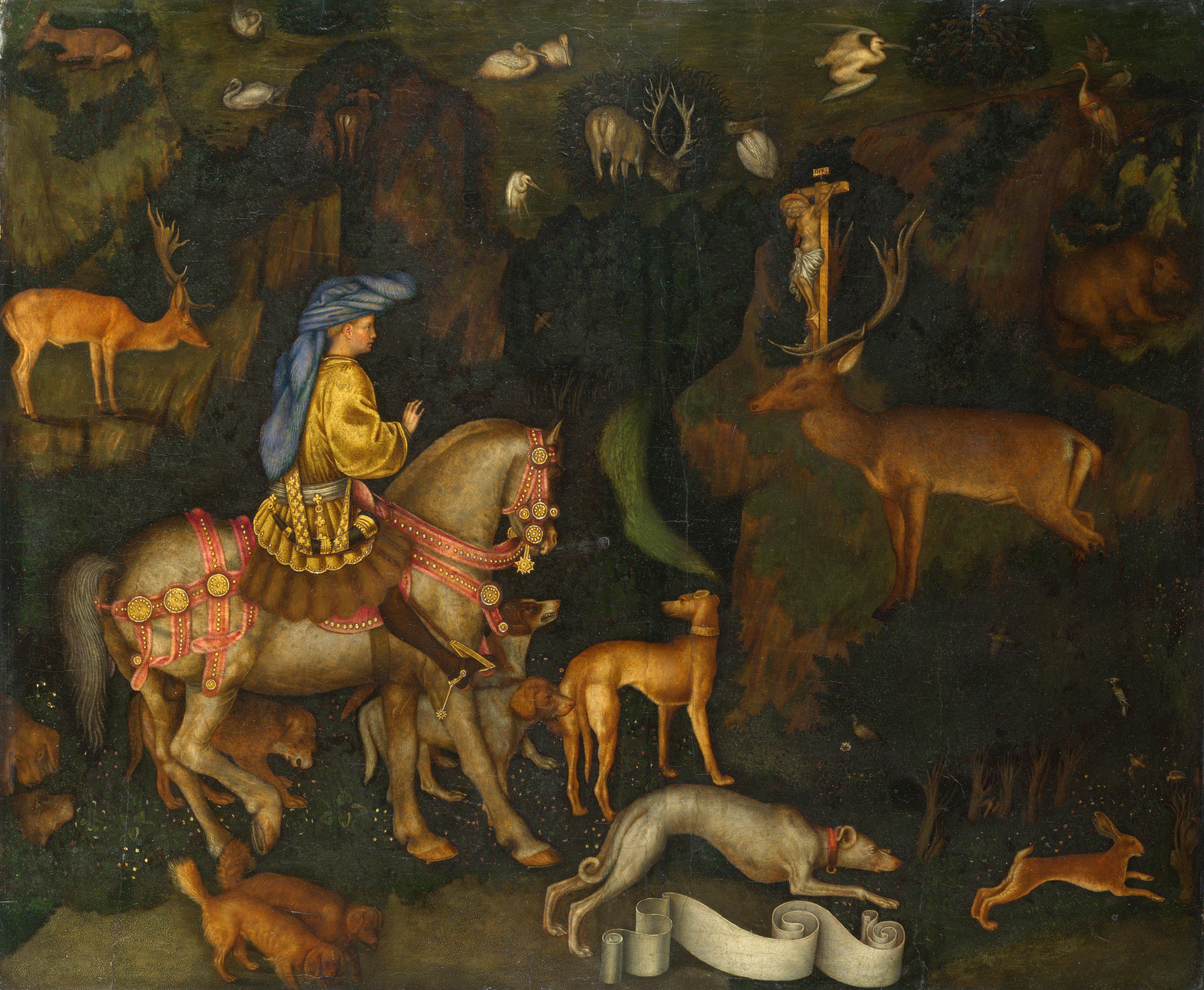
Vittore Pisanello: Szent Euszták látomása

Legendája szerint eredetileg Placidusnak hívták, Trajanus császár katonai parancsnokaként szolgált. Egy napon vadászat közben Tivoli közelében (Róma mellett) szarvascsordára bukkant. Észrevett egy gímet, amelyik a többinél pompásabb és nagyobb is volt, s a csordát elhagyva előreszökkent az erdő sűrűjébe. Mialatt katonái a többi szarvassal törődtek, Placidus minden igyekezetével ezt az egyet követte, és igyekezett kézre keríteni. Miközben erejét megfeszítve követte, a szarvas egy szirt tetejére hágott. A közelébe érve Placidus lázasan gondolkodott, hogyan ejthetné el. Mikor alaposabban szemügyre vette a szarvast, agancsai között megpillantotta a szent keresztet a nap fényénél tündöklőbb alakban, s Jézus Krisztus képmását, aki a szarvas szája által – miként hajdan Bálám szamara által – így szólította meg őt: „Miért üldözöl, Placidus? Irántad való irgalomból jelentem meg néked ebben az állatban. Én vagyok Krisztus, akit te ismeretlenül tisztelsz. Alamizsnáid feljutottak színem elé, ezért jöttem el. E szarvasban, akire vadásztál, én vadásztam terád.”
Saját maga és családja azonnal megkeresztelkedett, és megváltoztatta a nevét Eustachius-ra (görög: Ευστάθιος Eustathios, „szerencse” vagy „gyümölcsöző”). Ezt csapások sorozata követte, de a hite akkor sem hagyta el: vagyonát ellopták, a szolgái meghaltak pestisben, amikor a család egy tengeri útra ment, a hajó kapitánya elrabolta a férfi feleségét, s amikor Szent Euszták átkelt egy folyón két fiával, a gyerekeket elvitte egy farkas és egy oroszlán. Panaszkodott, de nem vesztette el hitét és újra találkozott a családjával. Amikor megtagadta, hogy pogány áldozatot mutasson be, Hadrianus császár halálra ítélte őt, a feleségét, és fiait, úgy hogy halálra sütötték egy bika vagy egy ökör formájú bronz szoborban Kr. u. 118-ban.
Emléknapja: szeptember 20. A Lestár név belőle származik, a középkorban közkedvelt lehetett. Keresztnévi használata mellett, a belőle képzett családnevek: Lestár, Lestál (Hangony), Lestyán, Lestyák is erre utalnak.